# Munkbrarup
Munkbrarup là một đô thị thuộc huyện Schleswig-Flensburg, trong bang Schleswig-Holstein, nước Đức. Đô thị Munkbrarup có diện tích 13,26 km², dân số thời điểm 31 tháng 12 năm 2006 là 1068 người.